# Western Electric
A Western Electric Company (eventualmente abreviada para WE e WECo) foi uma empresa Norte Americana do ramo de engenharia elétrica e produção, que foi oficialmente fundada em 1869.
Era o braço fabril da AT&T de 1881 a 1995, tendo sido responsável várias inovações tecnológicas e algumas também na área 
de gerenciamento industrial. Ela também serviu como agente e compra para as empresas membro do Bell System.